# トラッシュスター (お笑い)
トラッシュスターは、よしもとクリエイティブ・エージェンシー東海支社（名古屋吉本）に所属したお笑いコンビである。2012年結成、2020年解散。

## メンバー
伊藤 政臣（いとう まさおみ、1990年9月25日 - ）
血液型はO型。愛知県愛西市出身。身長162cm。体重62㎏
ツッコミ担当 立ち位置は向かって左
特技は特撮・アクション・即興ソング
中山 真希（なかやま まさき、1992年7月12日 - ）
血液型はA型。愛知県名古屋市出身。身長170cm。体重60㎏
ボケ担当 立ち位置は向かって右
特技は特撮、アクション、バスケットボール

## 概要
2011年に、ヒーローショーのスーツアクターをするアルバイト先で出会う。伊藤はもともと安田孟とのコンビ「子犬番長」（後に「アジールセッション」に改名）として名古屋吉本に所属していた。中山は東京NSC入学志望だったが、コンビを解散したばかりだった伊藤に口説かれて、名古屋で活動することを決める。2020年3月に解散。
中山は名古屋吉本でピン芸人を継続。伊藤は「マサ越前」と改名し、吉本を退社して2020年7月より福井県を拠点にピン芸人として活動。
ともにアクション経験があり、派手なアクションや殺陣を取り入れた漫才・コントを得意とした。

## 出演

### 舞台
2015年以降、大須演芸場の定席にレギュラーとして出演していた。

### ラジオ
- こころはずむ!イオンタウン＠っとラジオ!（FMラジオ）※伊藤のみ

### テレビ
- 本能Z（VTR企画、辛ゾンドットコム）※中山のみ。

## 単独ライブ
- 「チャーバンライナー」NDPSTUDIO（2014年7月20日）
- 「伊藤のファン大集合！」伏見JAMMIN'（2015年1月17日）
- 「ブリーフ大統領のテコテコ行進曲」伏見JAMMIN'（2016年6月12日）
- 「マンスリーTRASH#OPセレモニー」伏見JAMMIN'（2016年9月4日）
- 「マンスリーTRASH#漫才編」伏見JAMMIN'（2016年10月23日）
- 「マンスリーTRASH#ヤトレンジャー最終回やっちゃう編」伏見JAMMIN'（2016年12月3日）
- 「TRASHシュシュシュ!!#OPセレモニー」伏見JAMMIN'（2017年2月19日）

## コンテスト
M-1グランプリ
2016.2017.2018（2回戦進出）
キングオブコント
2012.2013（2回戦進出）.2014（2回戦進出）.2016（2回戦進出）
R-1ぐらんぷり
2008.2013.2014.2015.2017（伊藤）
2013.2014.2015.2017（中山）
THE MANZAI
2013.2014（2回戦進出）